# Benwell
Benwell ist heute ein Stadtbezirk von Newcastle upon Tyne in der Metropolitanregion Tyne and Wear in North East England.

## Geschichte
Benwell liegt in der Nähe des römischen Forts Condercum am Hadrianswall. Daran erinnert noch heute die Condercum Road. Im archäologisch erforschten Tempel des Forts befinden sich drei dem Gott Antenociticus geweihte Altäre.
Eine erste Erwähnung des Ortes, nämlich Bynnewalle („hinter den Mauern“, „bei den Mauern“), erfolgte um 1050. Zum Zeitpunkt der ersten schriftlichen Nennung war Benwell Manor ein Teil der Barony of Bolbec. Der Gutsbesitz wurde im 13. Jahrhundert aufgeteilt, das größte Drittel war im Besitz der Familie Scot, reiche Kaufleute und um 1296 wichtigste Steuerzahler von Benwell. Auf diese Familie geht der 1367 gegründete Wildpark Scotswood zurück.
Um 1540, zur Zeit von Heinrich VIII., gelangte der Benwell Tower, ein dreigeschossiger Turm mit Zinnen, im Zuge der Klosterauflösungen aus dem Besitz der Abtei Tynemouth in den der Krone. Im 16. Jahrhundert bestand Benwell aus zwei Häuserzeilen auf beiden Seiten einer Landstraße. Im frühen 17. Jahrhundert waren im Ort Familien von Kohlenhändlern tonangebend, die die nahegelegenen Kohlereviere von Tyne ausbeuteten.
Im Bereich der Benwell Lane, Ferguson's Lane und Fox and Hounds Lane existieren noch Bauwerke aus dem frühen 19. Jahrhundert, die das damalige Ortsbild zeigen. Der Benwell Tower wurde im 18. Jahrhundert umgebaut und schließlich 1831 im Tudorstil neuerrichtet.

## Bekannte Bewohner
- Der Stahlindustrielle William George Armstrong, 1. Baron Armstrong (1810–1900) wurde hier geboren. Er entwickelte die erste industriell hergestellte Hinterladerkanone und war damit ein Konkurrent von Alfred Krupp. Später gründete er das College of Physical Science, den Vorgänger der heutigen Newcastle University.
- Joseph Wilson Swan (1828–1914) erfand 1860 eine Glühfadenlampe und gründete 1883 in London mit Thomas Alva Edison nach anfänglichem Rechtsstreit eine gemeinsam betriebene Firma und baute in Benwell eine Glühlampenfabrik.
- Der russische Spion Rudolf Iwanowitsch Abel (1903–1971) wurde als William Genrikowitsch Fischer in Benwell geboren. Er verriet die amerikanischen Atomgeheimnisse an die UdSSR, wurde verhaftet und gegen den 1960 abgeschossenen U-2-Piloten Francis Gary Powers ausgetauscht.

## Bildergalerie

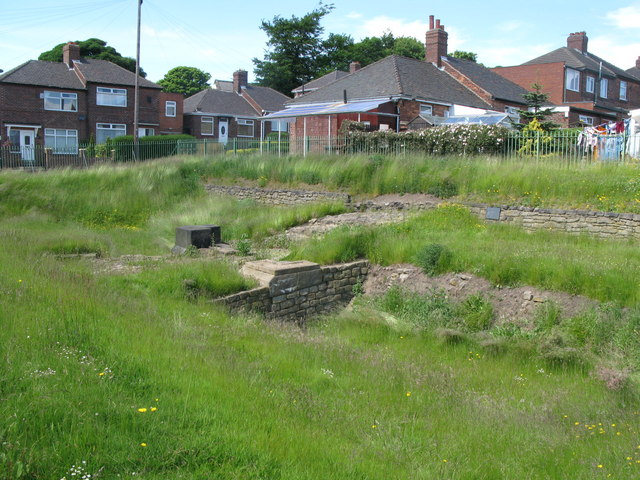
Hadrianswall bei Benwell
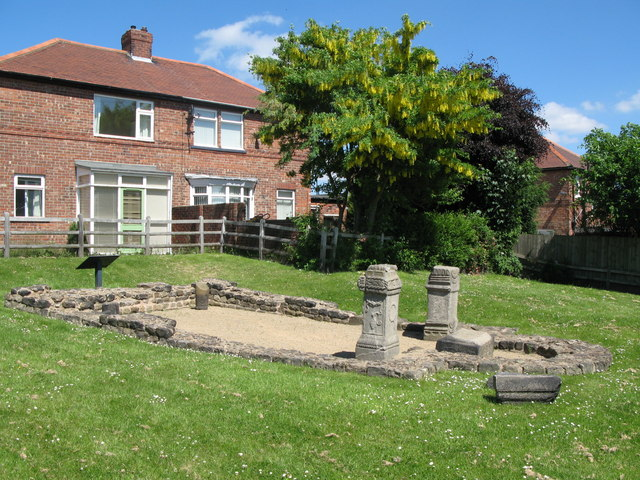
Tempel des Antenociticus
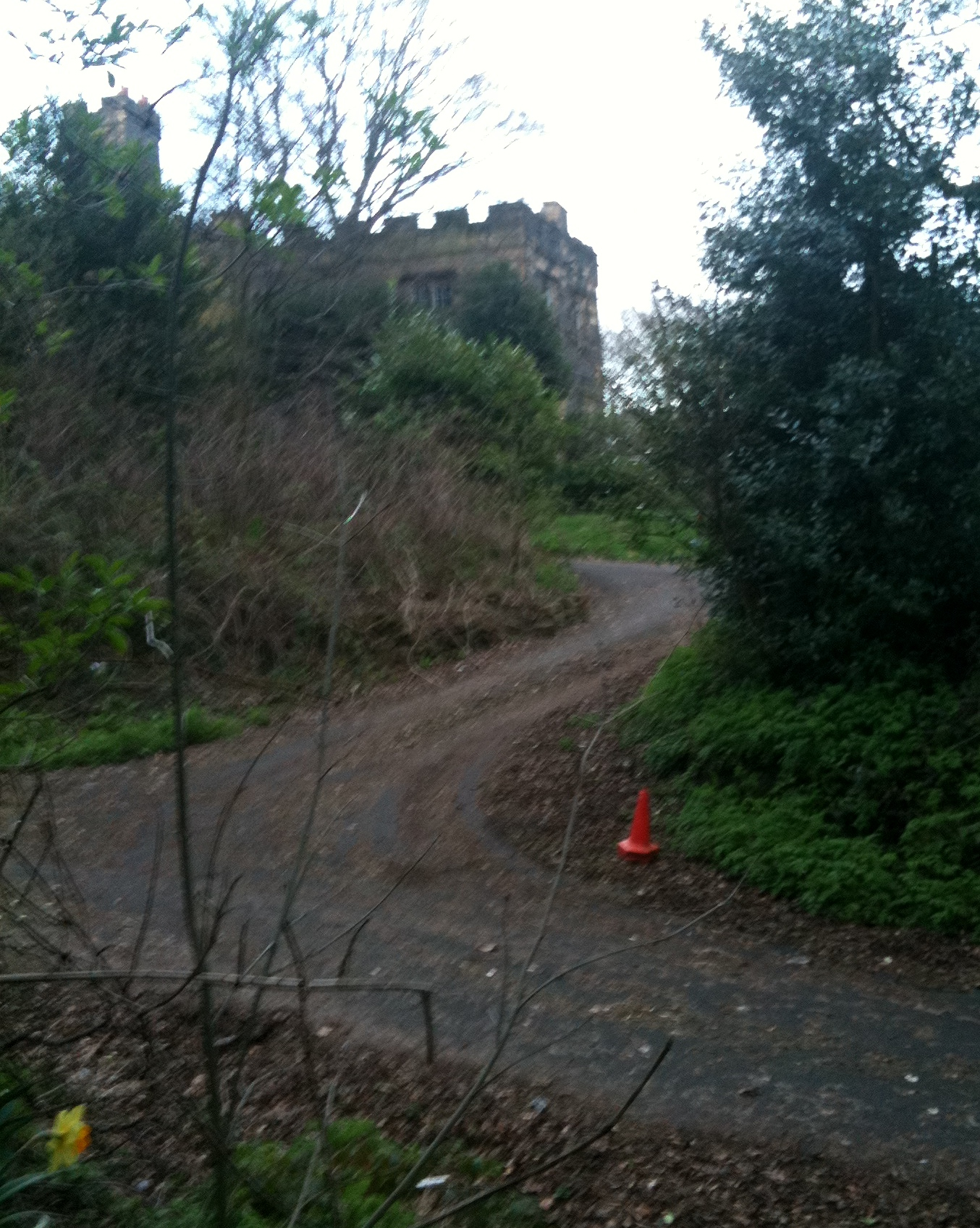
Benwell Tower
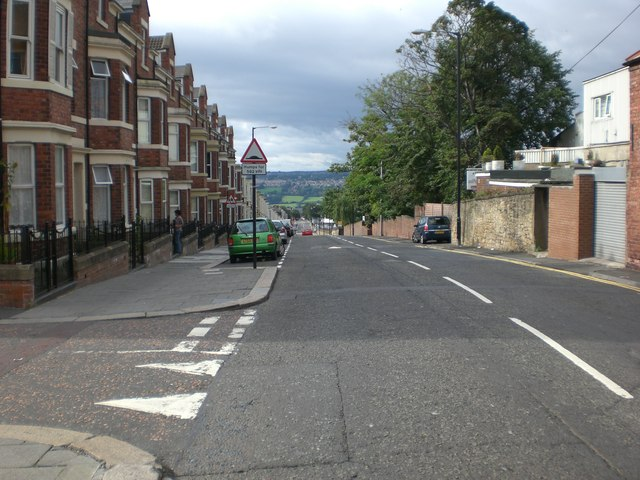
Condercum Road
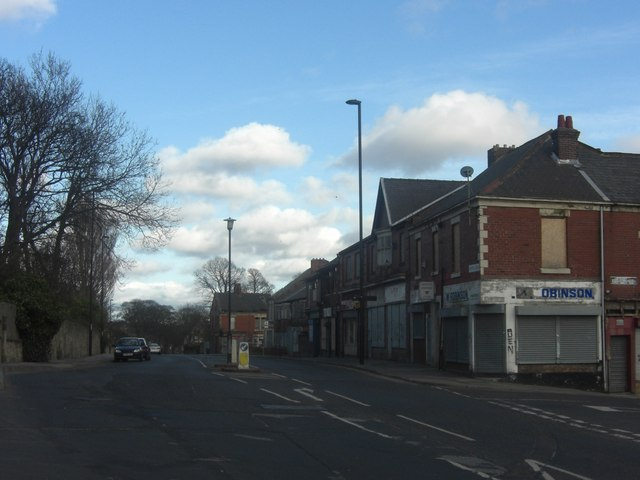
Benwell Lane